# Lê Văn Lương (Hà Nam)
Lê Văn Lương (sinh ngày 28 tháng 8 năm 1968) là chính trị gia nước Cộng hòa xã hội chủ nghĩa Việt Nam. Ông hiện là Phó Bí thư Tỉnh ủy, Chủ tịch Ủy ban nhân dân tỉnh Lai Châu. Ông từng giữ các chức vụ lãnh đạo Tỉnh ủy Lai Châu như Phó Bí thư thường trực Tỉnh ủy; Chủ nhiệm Ủy ban Kiểm tra Tỉnh ủy; Thường vụ Tỉnh ủy, Chánh Văn phòng Tỉnh ủy Lai Châu.
Lê Văn Lương là đảng viên Đảng Cộng sản Việt Nam, học vị Cử nhân Sư phạm Toán, Cử nhân Kế toán, Thạc sĩ Quản lý kinh tế, Cao cấp lý luận chính trị. Ông có hơn 10 năm hoạt động giáo dục, sau đó tham gia chính quyền địa phương và dần trở thành lãnh đạo tỉnh, đều công tác ở Lai Châu.

## Xuất thân và giáo dục
Lê Văn Lương sinh ngày 28 tháng 8 năm 1968, quê quán ở xã Nhân Hưng, nay là xã Trần Hưng Đạo, huyện Lý Nhân, tỉnh Hà Nam, Cộng hòa xã hội chủ nghĩa Việt Nam. Ông lớn lên và tốt nghiệp phổ thông ở Lai Châu, theo học đại học ở Hà Nội và có hai bằng cử nhân là Cử nhân Sư phạm Toán và Cử nhân Kế toán. Sau đó, ông học cao học và nhận bằng Thạc sĩ Quản lý kinh tế. Lê Văn Lương được kết nạp Đảng Cộng sản Việt Nam vào ngày 18 tháng 3 năm 1993, trở thành Đảng viên chính thức sau đó 1 năm. Ông theo học Học viện Chính trị Quốc gia Hồ Chí Minh và tốt nghiệp Cao cấp lý luận chính trị.

## Sự nghiệp

### Các giai đoạn
Tháng 9 năm 1988, Lê Văn Lương bắt đầu sự nghiệp với việc tham gia giảng dạy trung học tại Trường Trung học phổ thông số 2 Than Uyên thuộc huyện Than Uyên, tỉnh Hoàng Liên Sơn. Sau đó 3 năm, vào tháng 10 năm 1991, ông được bổ nhiệm làm Phó Hiệu trưởng trường này, khi Hoàng Liên Sơn được tách ra thành tỉnh Lào Cai và tỉnh Yên Bái, rồi được giao nhiệm vụ Quyền Hiệu trưởng từ tháng 1 năm 1993 và chính thức là Hiệu trưởng từ tháng 3 cùng năm. Tháng 10 năm 1996, ông được điều chuyển sang làm Hiệu trưởng Trường Trung học phổ thông số 1 Than Uyên của tỉnh Lào Cai.
Tháng 3 năm 1999, sau hơn 10 năm công tác giáo dục, Lê Văn Lương được bổ nhiệm làm Phó Chủ tịch Ủy ban nhân dân huyện Than Uyên, được bầu vào Ban Chấp hành Đảng bộ huyện. Đến đầu năm 2004, huyện Than Uyên của Lào Cai được chuyển về Lai Châu, ông tiếp tục là Phó Chủ tịch huyện, sau đó 1 năm thì được bầu vào Ban Thường vụ Huyện ủy. Tháng 3 năm 2008, ông được giao vị trí Quyền Chủ tịch huyện, rồi chính thức giữ chức này từ tháng 7 cùng năm, đồng thời là Phó Bí thư Huyện ủy. Tháng 1 năm 2009, ông được điều chuyển làm Phó Bí thư Huyện ủy, Chủ tịch Ủy ban nhân dân huyện Tân Uyên, tỉnh Lai Châu, giữ chức này trong thời gian ngắn cho đến tháng 3 thì được điều liên tỉnh, nhậm chức Phó Chánh Văn phòng Tỉnh ủy Lai Châu. Tháng 10 năm 2010, tại Đại hội Đảng bộ tỉnh Lai Châu lần thứ XII, ông được bầu vào Ban Chấp hành Đảng bộ tỉnh, sang đầu năm 2011 thì nhậm chức Chánh Văn phòng Tỉnh ủy Lai Châu.

### Lãnh đạo Lai Châu
Tháng 9 năm 2014, Lê Văn Lương được bầu bổ sung vào Ban Thường vụ Tỉnh ủy, nhậm chức Chủ nhiệm Ủy ban Kiểm tra Tỉnh ủy Lai Châu. Tháng 10 năm 2015, tại Đại hội Đảng bộ tỉnh Lai Châu lần thứ XIII, ông tái đắc cử Thường vụ Tỉnh ủy, tiếp tục là Chủ nhiệm Ủy ban Kiểm tra Tỉnh ủy, cho đến tháng 10 năm 2020, tại Đại hội Đảng bộ tỉnh Lai Châu lần thứ XIV, ông tiếp tục là Thường vụ Tỉnh ủy, rồi giữ chức Phó Bí thư thường trực Tỉnh ủy. Ngày 11 tháng 7 năm 2023, Hội đồng nhân dân tỉnh tỉnh Lai Châu khóa XV, nhiệm kỳ 2021–26 khai mạc Kỳ họp thứ 16, tiến hành bỏ phiếu bầu bổ sung chức danh Chủ tịch Ủy ban nhân dân tỉnh. Với sự tín nhiệm cao (45/46 phiếu), Lê Văn Lương được bầu giữ chức Chủ tịch tỉnh Lai Châu, kế nhiệm Trần Tiến Dũng.